# Metasphenisca axilatra
Metasphenisca axilatra är en tvåvingeart som beskrevs av Munro 1947. Metasphenisca axilatra ingår i släktet Metasphenisca och familjen borrflugor.
Artens utbredningsområde är Uganda. Inga underarter finns listade i Catalogue of Life.